# Akara z Maroni
Akara z Maroni, akara marońska (Cleithracara maronii) – słodkowodna ryba okoniokształtna z rodziny pielęgnicowatych (Cichlidae), jedyny przedstawiciel rodzaju Cleithracara. Często hodowana w akwariach.

## Występowanie
Stojące i wolno płynące wody Ameryki Południowej: Surinam, Gujana, Trynidad i Tobago, Wenezuela.

## Charakterystyka
Ciało ma barwy żółtobrunatnej lub czerwonawej, na bokach występują pasy oraz wyraźna, żółto obrzeżona, ciemna plama. Należy do spokojnych pielęgnic. Nie ryje w dnie i oszczędza rośliny.
Samica dorasta do 6 cm, samiec – przeciętnie 7 cm (maksymalnie do 10 cm)

## Dymorfizm płciowy
Samiec z reguły większy, intensywniej ubarwiony z widoczną plamą w kształcie dziurki do klucza i o nieco bardziej wydłużonych końcach płetw: odbytową i grzbietową. Starsze samce posiadają długie, wyciągnięte niebieskawe końce płetw.

## Warunki w akwarium
| Zalecane warunki w akwarium | Zalecane warunki w akwarium            |
| --------------------------- | -------------------------------------- |
| Zbiornik                    | duży, co najmniej 80 – 100 cm długości |
| Temperatura wody            | 23–26 °C                               |
| Twardość wody               | miękka lub średnio twarda              |
| Skala pH                    | 6,5-7,2                                |
| pokarm                      | żywy, mrożony i suchy                  |
| Uwagi                       | temp. nie może spaść poniżej 20 °C     |

## Wymagania hodowlane
Akwarium częściowo dobrze zarośnięte, nie za jaskrawe oświetlenie. Niezbędne rośliny pływające oraz kryjówki między roślinami i dekoracjami, na podłożu leżące płaskie kamienie. Woda musi być filtrowana i napowietrzana, regularnie znacznie odświeżana.

## Rozmnażanie
Hodowla może być dość trudna, gdyż nie wszystkie pary się wycierają ze sobą. Tarlaki wycierają się po okresie około pół roku. Dobrane pary wycierają się na gładkich, płaskich kamieniach lub na szerokich liściach, np.: żabienicach. Ryby opiekują się ikrą. Muszą mieć zapewniony spokój, ponieważ zdenerwowane zjadają jaja. Najczęściej jaj pilnuje samiec. Młode są długo prowadzone przez rodziców, czasem aż 6 miesięcy.